# Iida Takahiro
Iida Takahiro (飯田 貴敬 Iida Takahiro, sinh ngày 31 tháng 8 năm 1994) là một cầu thủ bóng đá người Nhật Bản. Anh thi đấu cho Shimizu S-Pulse.

## Sự nghiệp
Iida Takahiro gia nhập câu lạc bộ tại J1 League Shimizu S-Pulse năm 2017.